# Monitor (hajó)

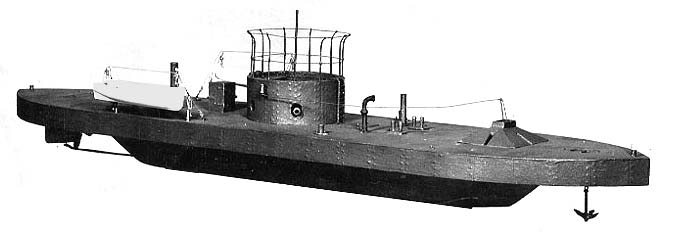
A USS Monitor

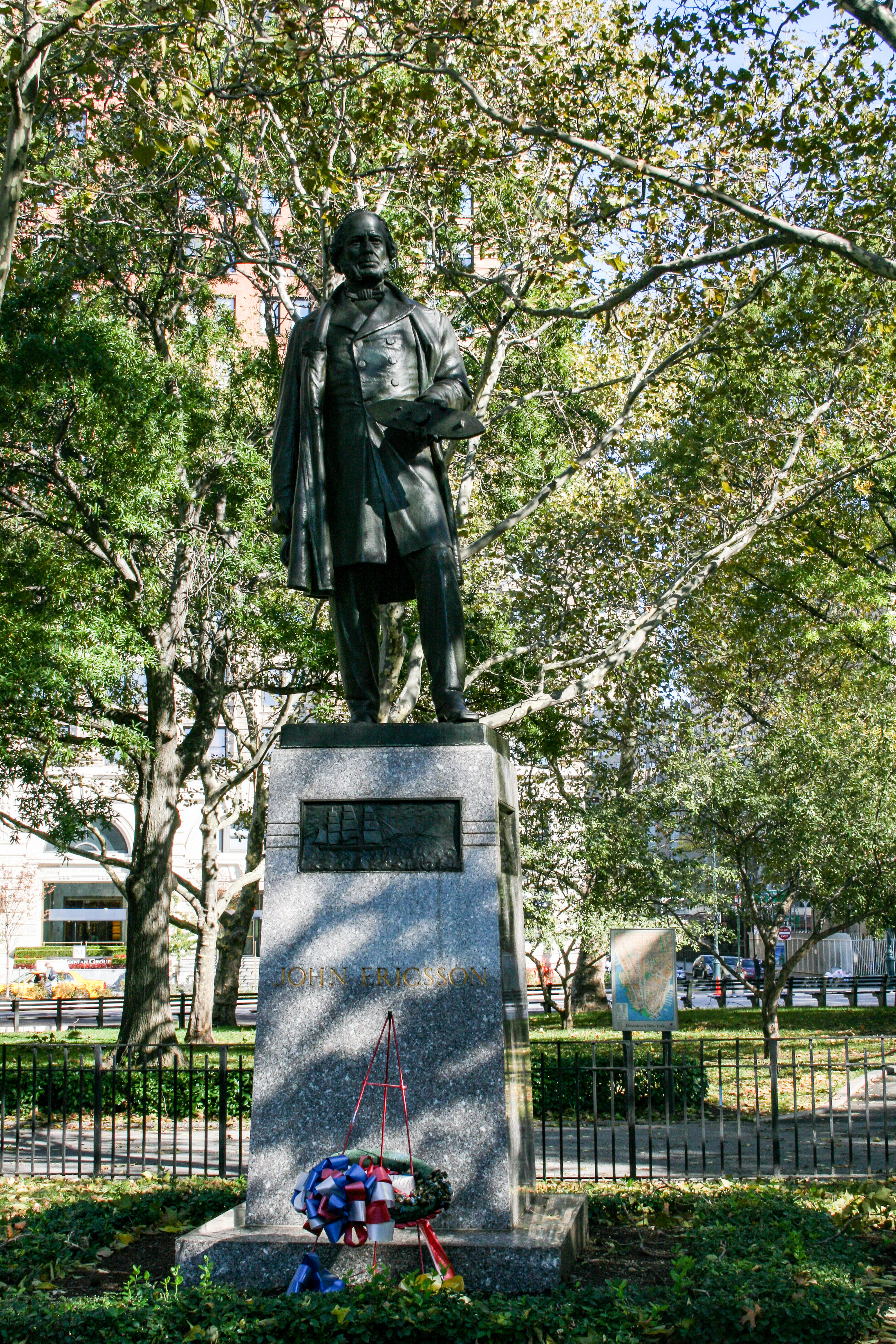
A tervező John Ericcson emlékműve New Yorkban, a Manhattan déli csücskénél

A monitor páncélozott hadihajótípus. Eredetileg sekély vízű kikötőkben és folyókon az amerikai polgárháborúban (1861-1865) déli szakadár államok blokádjára használták.

## Leírása, története
A prototípust, amely a USS Monitor nevet viselte, a svéd John Ericsson tervezte az Amerikai Egyesült Államok Haditengerészete számára. Az új hajótípus igazi mérnöki mesterműnek számított: negyven új, szabadalmaztatott találmányt használtak fel benne. A hajótest csak egy kis része emelkedett ki a vízből, hogy minél kisebb célfelületet nyújtson. A hajótestet 125 mm-es, míg a fedélzetet 25 mm-es páncéllemez védte. Nagy súlya következtében csak nehezen tudott irányt változtatni, ezért forgatható ágyútoronnyal látták el. A 200 mm-es páncéllemezzel védett tornyot gőzgép ereje forgatta, és két, 280 mm-es löveggel volt felszerelve. 

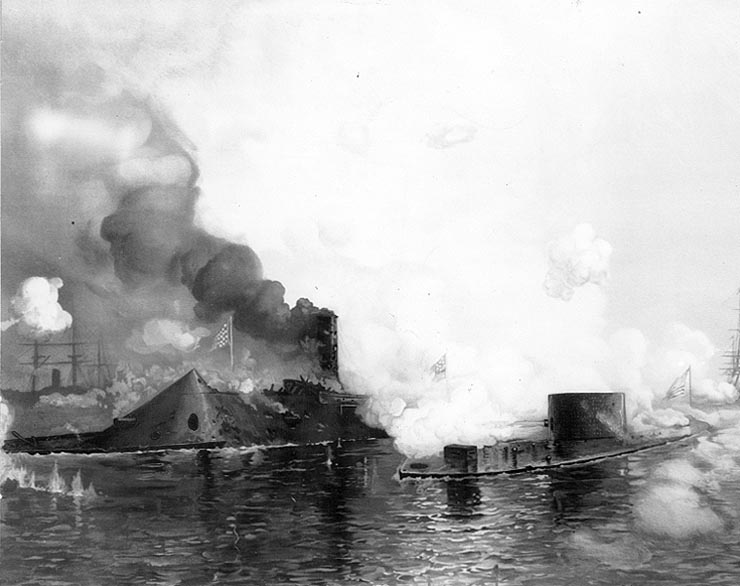
A USS Monitor és a CSS Virginia összecsapása festményen

A USS Monitor 1862. március 9-én megütközött a déliek CSS Virginia (eredetileg Merrimack) nevű páncélos hadihajójával Az összecsapásból a Monitor került ki győztesen. A sikeres tengeri csata következtében több hasonló hajó építésére is sor került, holott a hajótípus nem volt alkalmas a tengeri hajózásra. New Yorkból a Chesapeake-öbölbe tartó útja alkalmával kétszer csaknem elsüllyedt. Az alacsony hajótestű USS Monitor, fedélzetén 4 tiszttel és 12 főnyi legénységgel 1862 decemberében a Hatteras-foknál süllyedt el. 
A továbbfejlesztett monitorokat sikeresen lehetett bevetni más hajók ellen, így a blokád fenntartására is alkalmasak voltak, azonban hatástalannak bizonyultak a megerősített kikötők ellen. 
Az Egyesült Államokban a polgárháború után még hosszú évekig építettek monitorokat. Az 1890-es években hatot készítettek 2-2 ágyútoronnyal. 1902-ben és 1903-ban négy monitort rendeltek meg 305 mm-es lövegekkel. Az első világháborúban a monitorokat a tengeralattjárók ellátóhajóiként alkalmazták. Az amerikai monitorokat végül 1922-ben selejtezték ki.
A Brit Haditengerészet szintén használt nagyméretű monitorokat, amelyeket 380-450 mm-es ágyúkkal szereltek fel. A brit monitorokat elsősorban a belga partoknál, a Dardanelláknál, a Szuezi-csatornánál és az Adriai-tengeren vetették be. A második világháború idején szintén építettek a britek monitorokat. 
Az Osztrák–Magyar Monarchia, Oroszország és Románia is használt kis méretű és alacsony merülésű folyami monitorokat.